# Associação Barenita de Voleibol
A Associação Barenita de Voleibol  (em árabe: لأتحاد البحريني للكرة الطائرة; em inglêsː Bahrain Volleyball Association, BVA) é uma organização fundada em 1976 que governa a pratica de voleibol em Barém, sendo membro da Federação Internacional de Voleibol e da Confederação Asiática de Voleibol, a entidade é responsável por organizar os campeonatos nacionais de voleibol masculino e feminino no país.